# Фимбра
Фи́мбра (др.-греч. Θύμβρα, лат. Thymbra) — древний город на северо-западе Троады, между реками Ксанф и Фимбрий. Страбон помещает в устье реки Фимбрий святилище Аполлона Фимбрийского. По Страбону находится в 50 стадиях от современного ему Илиона. Расположен к северо-западу от современных деревень Пынарбаши и Акчапынар в иле Чанаккале.
Упоминается Гомером.
Согласно Г. П. Боррелю Фимбра была впервые локализована Жан-Батистом Лешевалье. Барон Хобхаус в 1810 году отождествил Фимбру с Акча-Кёй (тур. Akça Köy). Баркер Уэбб также отождествляет Фимбру с Акча-Кёй. Фрэнк Калверт отождествил Фимбру с теллем Ханай-Тепе (тур. Hanay Tepe Höyüğü) между Таштепе и Пынарбаши, первые раскопки которого проводил в 1857 году.
Уильям Мартин Лик небольшую реку Фимбрий (др.-греч. Θύμβριος, лат. Thymbrius), которая впадает в Скамандр, отождествляет с рекой Кемер (тур. Kemer Çayı), впадающей в Малый Мендерес у деревни Пынарбаши, а реку Симоент, которая сливается с Скамандром близ Илиона, — с рекой Дюмрек (Dümrek Çayı). Баркер Уэбб также отождествляет Фимбрий с рекой Кемер.